# Юріс Барс
Юріс Барс (латис. Juris Bārs; *23 лютого 1808, Єлгавський край, Добленський повіт, Латвія — †19 січня 1879) — перший латвійський народний мовознавець, лікар і поет. Був автором реорганізації письмової латвійської мови. Роботи Барса лягли в основу видання «Lettische Grammatik».

## Біографія
Народився в 1808 в Лівберзській волості. Закінчив Тартуський університет (1842). До 1855 працював лікарем. З 1840 активно бере участь в Латвійській літературній спілці.